# Verleihung des Nestroy-Theaterpreises 2014

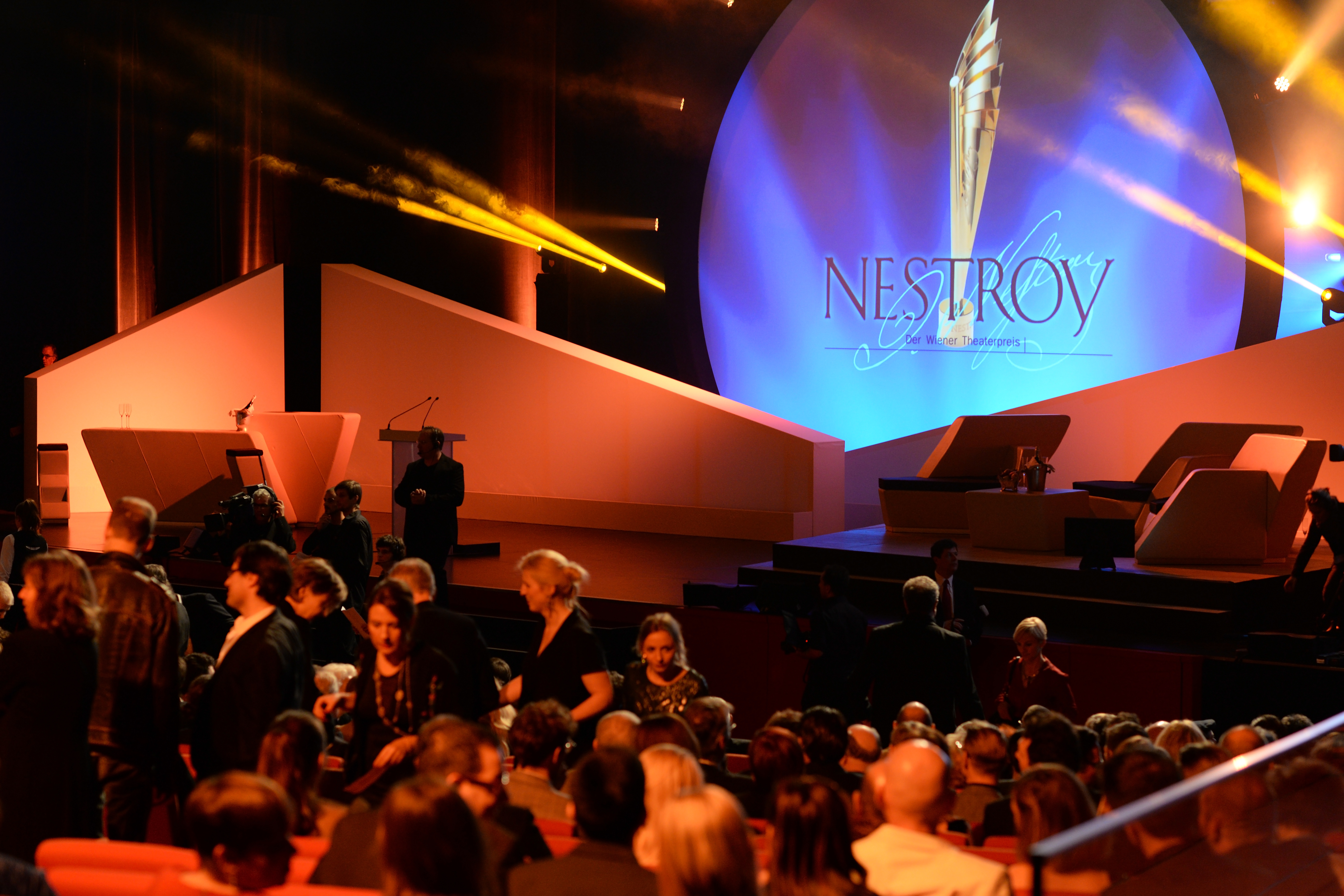
Nestroy-Preisverleihung 2014 in der Halle F der Wiener Stadthalle

Die Nestroyverleihung 2014 war die fünfzehnte Verleihung des Nestroy-Theaterpreises und fand am 10. November 2014 in der Wiener Stadthalle statt. Von den Gewinnern in den insgesamt dreizehn Kategorien wurden drei schon im Vorfeld, die restlichen zehn erst bei der Verleihungs-Gala bekannt gegeben.
Moderatoren der Preisverleihung waren Wir Staatskünstler (Robert Palfrader, Florian Scheuba und Thomas Maurer).

## Ausgezeichnete und Nominierte 2014
| Meiste Nestroys:      | keine Produktion konnte mehr als einen Nestroy gewinnen |
| Meiste Nominierungen: | Woyzeck (4 Nominierungen)                               |

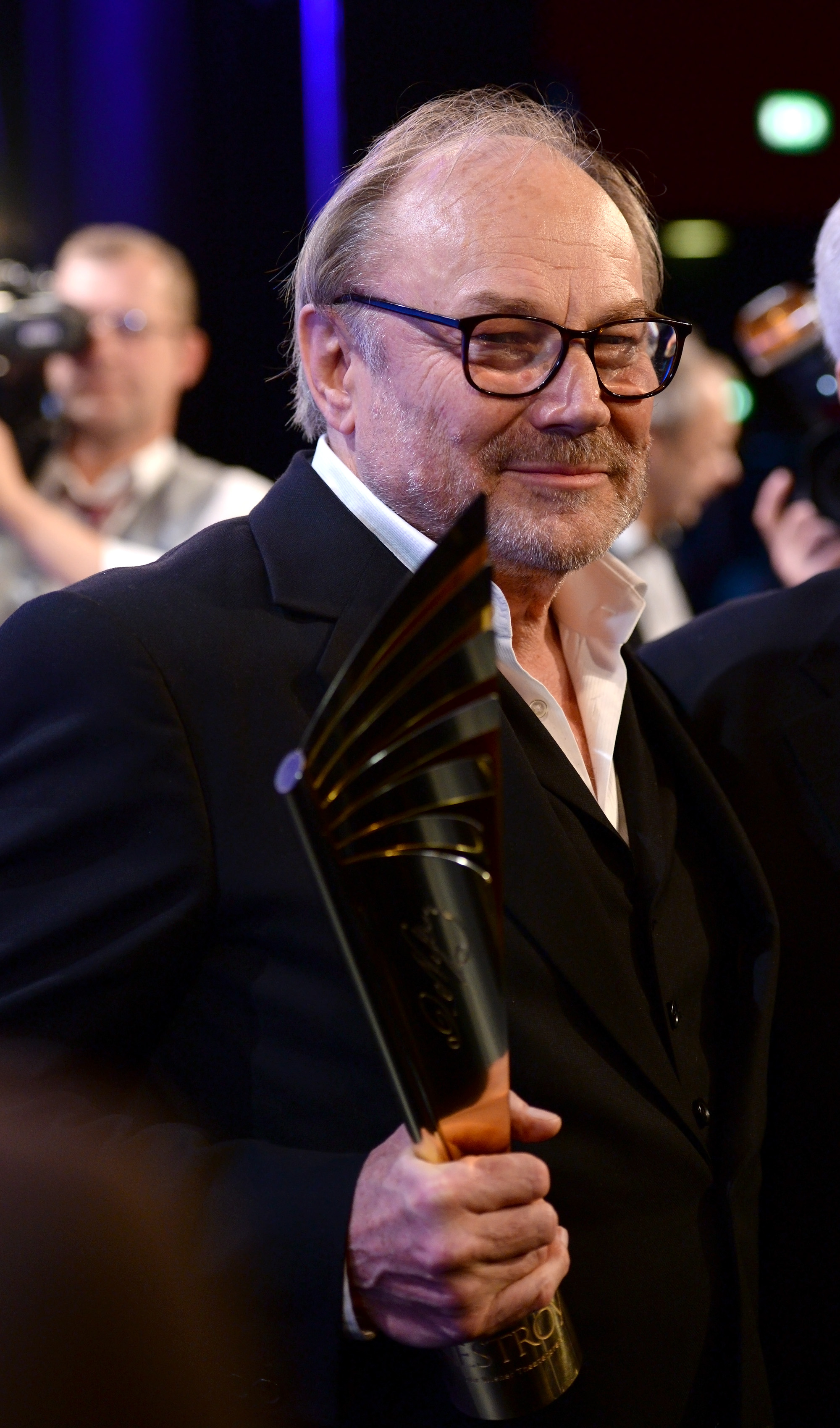
Klaus Maria Brandauer

Anmerkung: Es sind alle Nominierten des Jahres angegeben, der Gewinner steht immer zuoberst. Die Verleihung des Nestroy 2014, bezieht sich auf die Theatersaison 2013/2014.

### Beste deutschsprachige Aufführung
Faust von Johann Wolfgang von Goethe – Inszenierung: Martin Kušej, Ort: Residenztheater (München)
Common Ground von Yael Ronen – Inszenierung: Yael Ronen, Ort: Maxim-Gorki-Theater
Tauberbach von Alain Platel – Inszenierung: Alain Platel, Ort: Münchner Kammerspiele/Les Ballets C de la B/NT Gent

### Beste Bundesländer-Aufführung
Höllenangst von Johann Nestroy – Inszenierung: Susanne Lietzow – Theater Phönix
Meine Mutter Kleopatra von Attila Bartis – Inszenierung: Róbert Alföldi – Landestheater Niederösterreich
Weh dem, der lügt von Franz Grillparzer – Inszenierung: Alexander Charim – Landestheater Niederösterreich

### Beste Regie

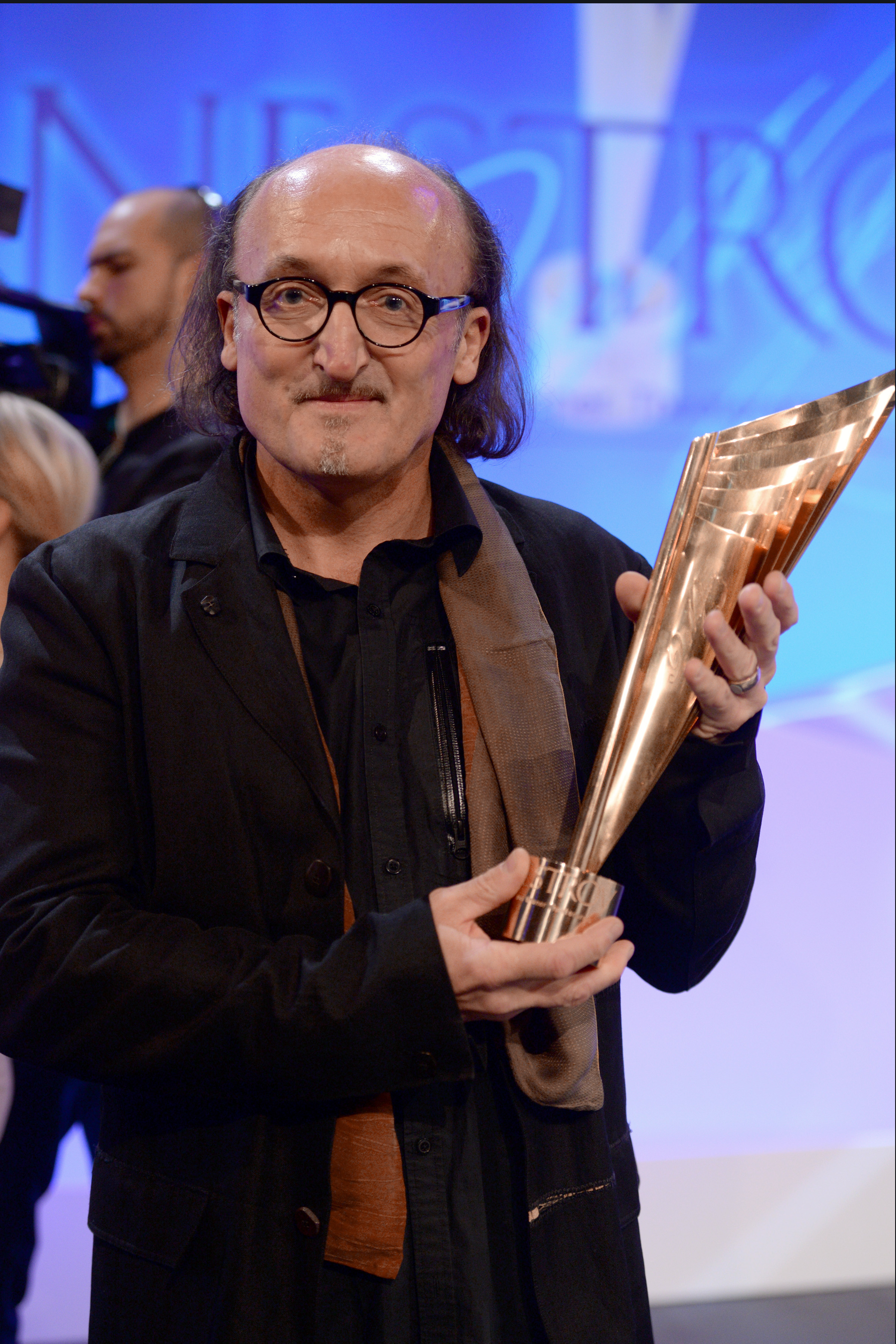
Hans Kudlich

Krystian Lupa – Holzfällen – Schauspielhaus Graz
Antonio Latella – Die Wohlgesinnten – Schauspielhaus Wien
Michael Schottenberg – Woyzeck – Wiener Volkstheater

### Beste Ausstattung
Hans Kudlich – Woyzeck – Wiener Volkstheater

### Beste Schauspielerin

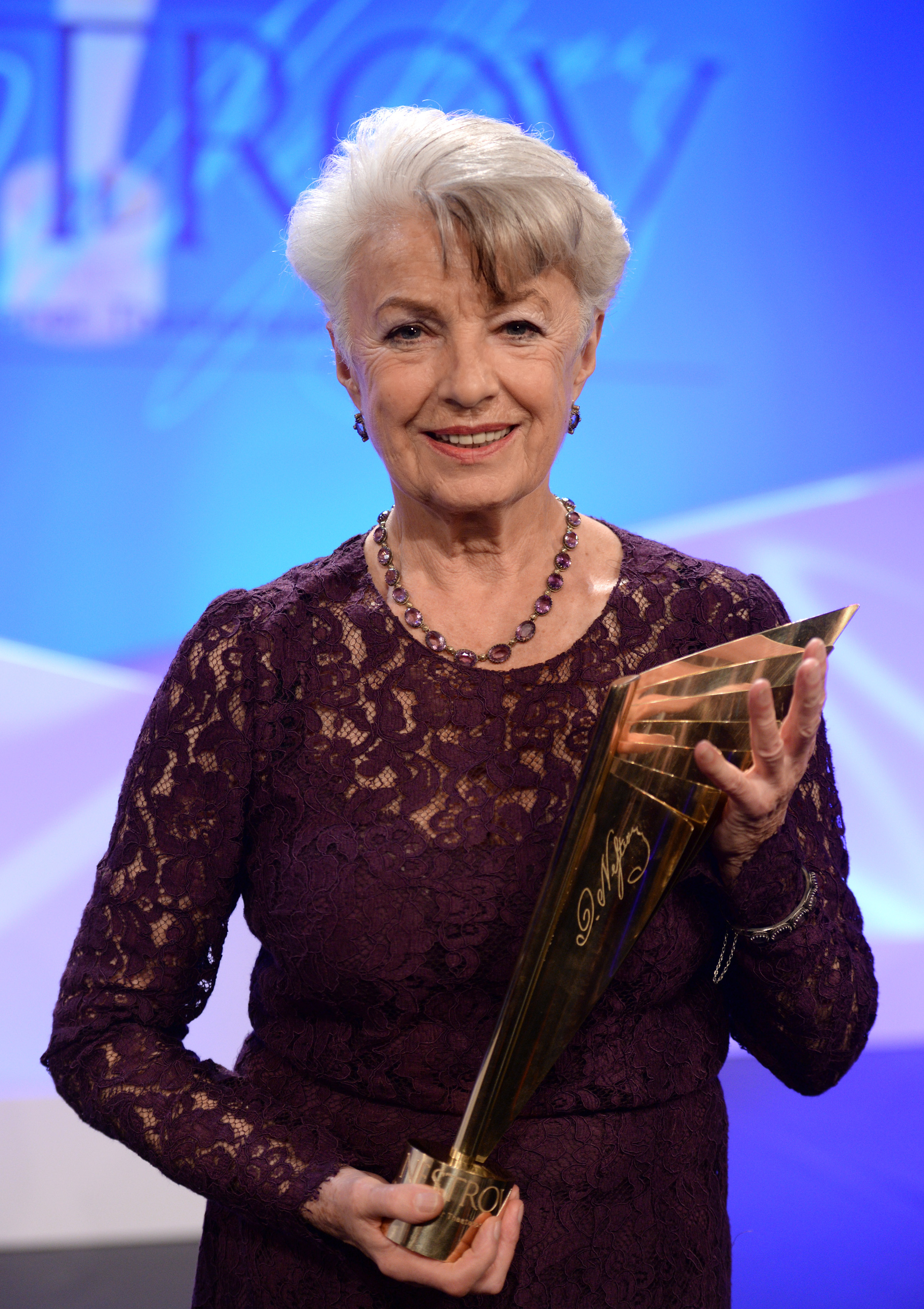
Nicole Heesters

Nicole Heesters – Vor dem Ruhestand (Vera) – Theater in der Josefstadt
Hanna Binder – Woyzeck (Marie) – Wiener Volkstheater
Maria Happel – Mutter Courage und ihre Kinder (Mutter Courage) – Burgtheater
Sona MacDonald – Spatz und Engel (Marlene Dietrich) – Burgtheater und Wie im Himmel (Inger) – Theater in der Josefstadt
Birgit Stöger – Niemandsland (Asra)- Schauspielhaus Graz

### Bester Schauspieler
August Diehl – Hamlet (Hamlet) – Burgtheater
Haymon Maria Buttinger – Woyzeck (Woyzeck) – Wiener Volkstheater
Johannes Silberschneider – Holzfällen (Erzähler) – Schauspielhaus Graz
Daniel Sträßer – Die Möwe (Konstantin) -Akademietheater
Thiemo Strutzenberger – Die Wohlgesinnten (Maximilian Aue) -Schauspielhaus Wien

### Beste Nebenrolle

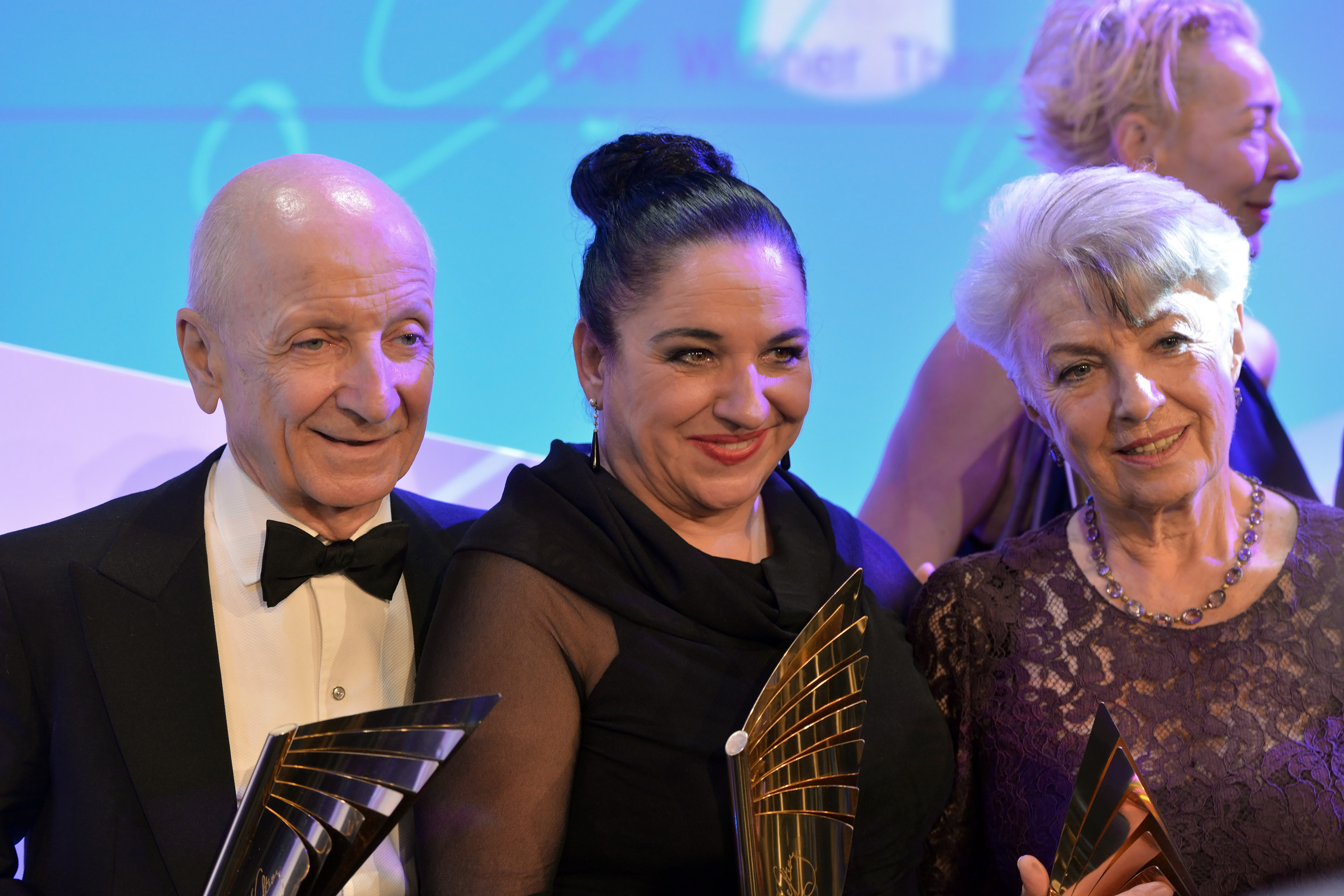
Peter Matić, Maria Happel, Nicole Heesters und Susanne Lietzow

Peter Matić – Die letzten Tage der Menschheit (mehrere Rollen) – Salzburger Festspiele/Burgtheater
Claudia Kottal – Don Gil von den grünen Hosen (Inés) – Theater der Jugend
Christoph Krutzler – Die letzten Tage der Menschheit (mehrere Rollen) – Salzburger Festspiele/Burgtheater
Eva Maria Marold – Hafen Wien (Hilde) – Rabenhof Theater
Albrecht Abraham Schuch – Maria Magdalena (Sekretär) -Burgtheater

### Bester Nachwuchs

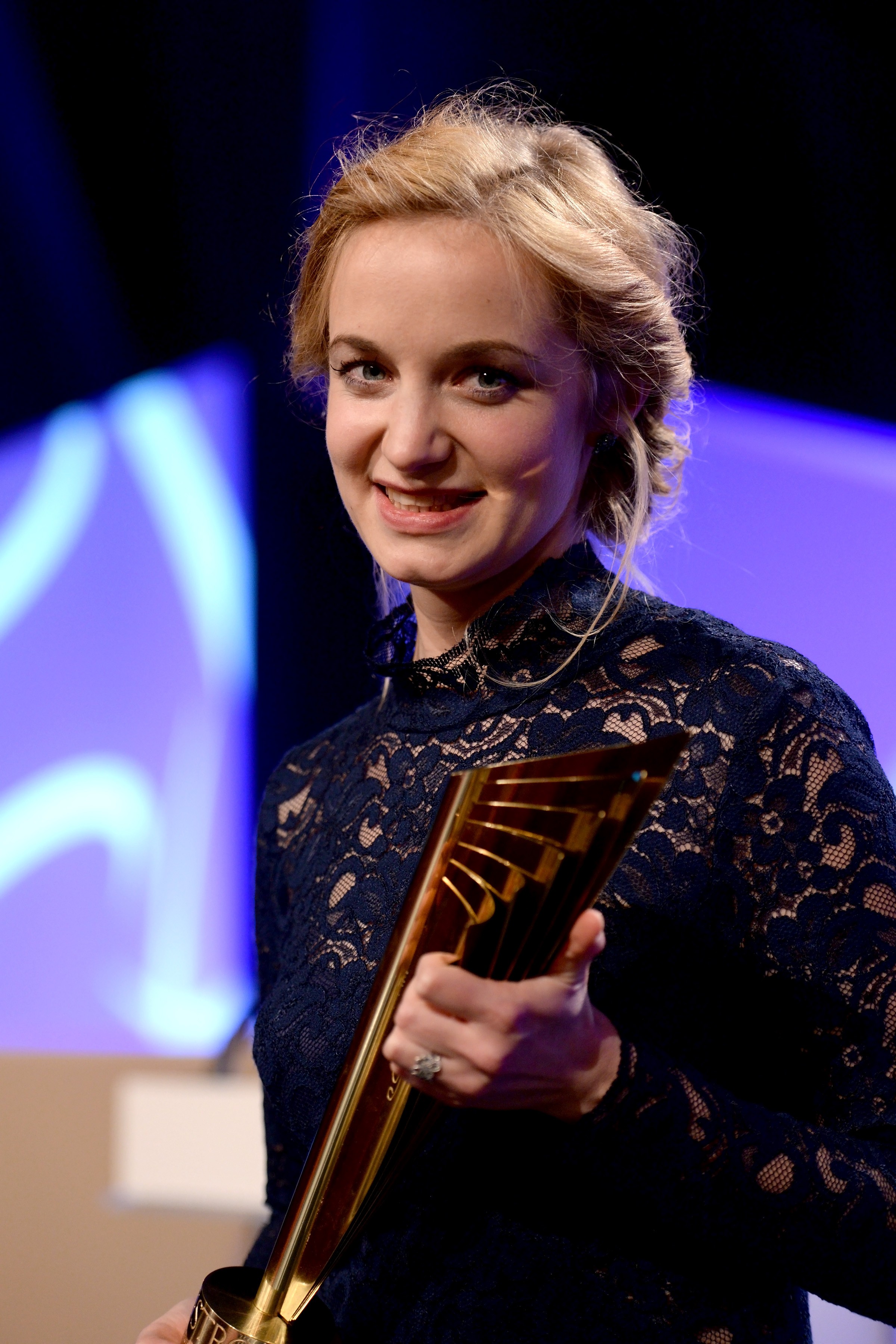
Raphaela Möst

Raphaela Möst – Die Geschichte vom Fräulein Pollinger (Agnes) – Theater in der Josefstadt/Probebühne
Iréna Flury – Don Gil von den grünen Hosen (Juana) – Theater der Jugend
Swintha Gersthofer – Weh dem, der lügt (Edrita) – Landestheater Niederösterreich
Stefan Gorski – 1914 – Zwei Wege in den Untergang (Gavrilo Princip) – Festspiele Reichenau
Gideon Maoz – Wie Mücken im Licht (Solo mit drei Figuren) und Allerwelt (Naseer) – Schauspielhaus Wien

### Beste Off-Produktion

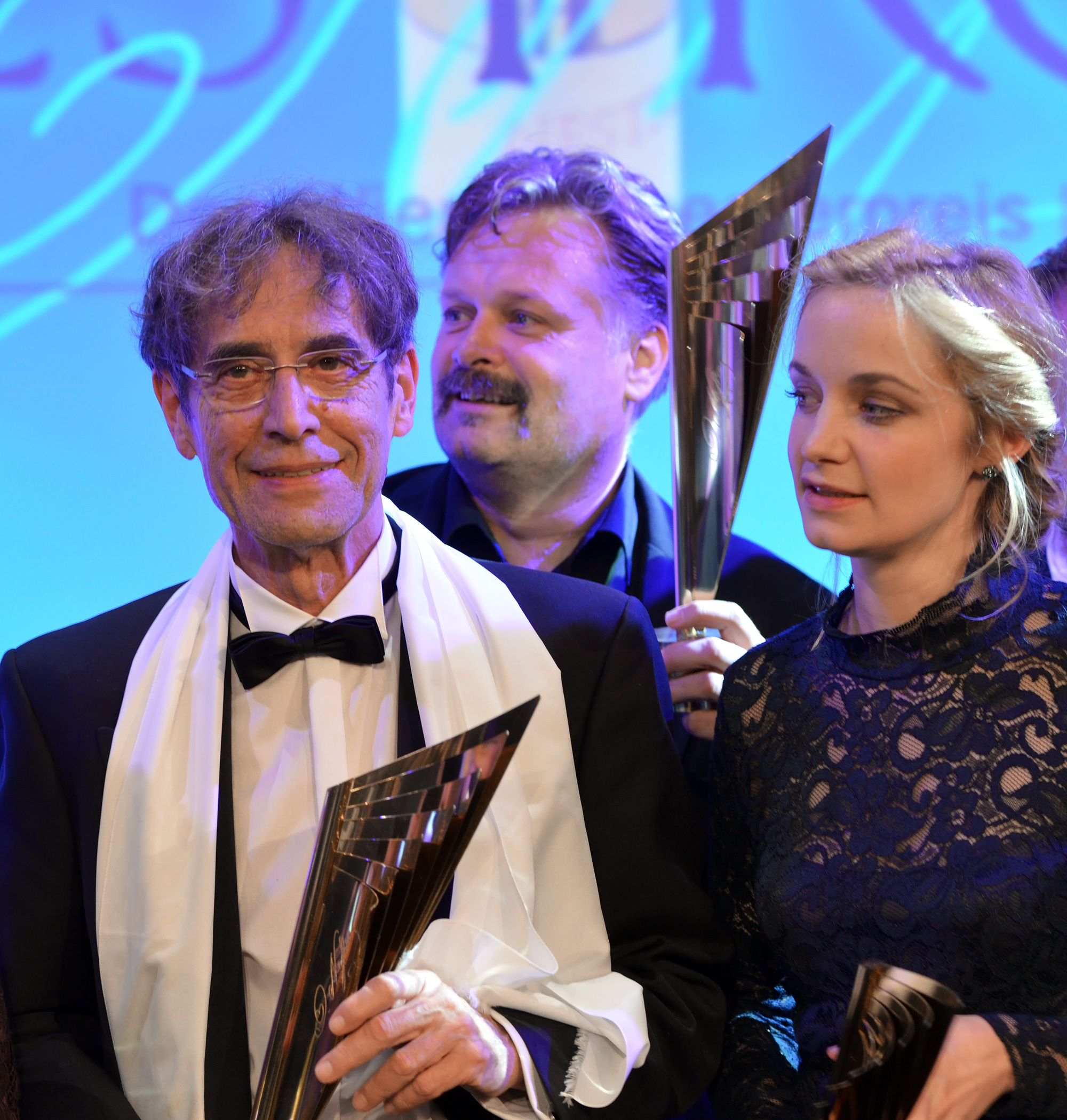
Peter Gruber, Raphaela Möst und Ed. Hauswirth (TAG)

Der diskrete Charme der smarten Menschen – Theater an der Gumpendorfer Straße
Hafen Wien – Rabenhof Theater
Wiener.Wald.Fiction – Bernhard Ensemble -Das Off Theater

### Bestes Stück – Autorenpreis
Die Ereignisse – David Greig – Schauspielhaus Wien

### Spezialpreis
Peter Gruber für vier Jahrzehnte Nestroy-Spiele Schwechat

### Lebenswerk
Klaus Maria Brandauer

### Publikumspreis
Maria Happel